# 서부회색청서
서부회색청서(학명 : Sciurus griseus)는 다람쥐과 청서속에 속하는 설치류의 일종이다. 미국과 멕시코 서부 해안을 따라 발견된다.

## 아종
3종의 아종이 알려져 있다.
- S. g. griseus
- S. g. anthonyi
- S. g. nigripes

## 같이 보기
- 여우청서
- 동부회색청서
- 캘리포니아땅다람쥐